# Quận Seminole, Florida
Quận Seminole là một quận thuộc tiểu bang Florida, Hoa Kỳ. Quận lỵ đóng ở Sanford6. 
Dân số theo điều tra năm 2010 của Cục điều tra dân số Hoa Kỳ là 422.718 người.

## Địa lý
Theo Cục điều tra dân số Hoa Kỳ, quận này có diện tích 890 km2, trong đó có 90 km2 là diện tích mặt nước.